# DL Возничего
DL Возничего (лат. DL Aurigae) — одиночная переменная звезда в созвездии Возничего на расстоянии (вычисленном из значения параллакса) приблизительно 3902 световых лет (около 1196 парсеков) от Солнца. Видимая звёздная величина звезды — от +15,1m до +14m.

## Характеристики
DL Возничего — красная пульсирующая медленная неправильная переменная звезда (LB) спектрального класса M6. Эффективная температура — около 3287 К.